# نهر هدسون

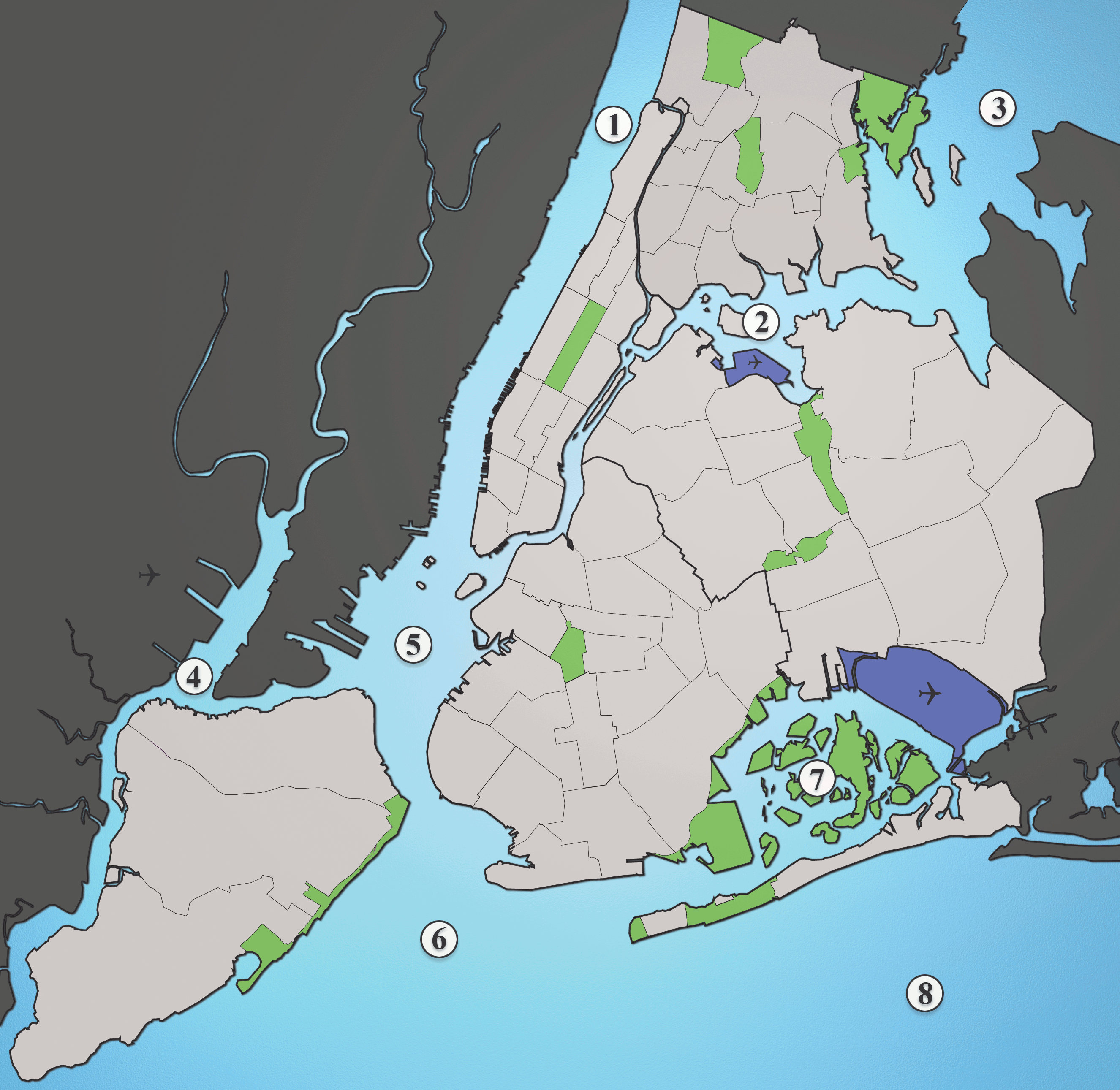
الممرات المائية لمصب نهر هدسون في نيويورك: 1. نهر هدسون 2. نهر إيست، 3. لونح آيلند ساوند، 4. خليج نيويورك، 5. خليج نيويورك العلوي، 6. خليج نيويورك السفلي، ينفصل عند خليج نيويورك العلوي بمضيق فرازانو ناروز، 7. خليج جامايكا، و 8. المحيط الأطلسي

نهر هدسون هو مجرى مائي يبلغ طوله 315 ميلا (507 كم) ويجري النهر من الشمال إلى الجنوب، ويمر في شرق ولاية نيويورك في الولايات المتحدة الأمريكية. وينبع النهر من بحيرة هندرسن في نيوكومب، نيويورك.

## تسمية النهر
سُمي النهر على اسم هنري هدسون، وهو بريطاني أبحر من شركة الهند الشرقية الهولندية، واستكشف النهر عام 1609. رُصد النهر قبلها من المستكشف الإيطالي جيوڤاني دا ڤرازانو الذي أبحر بأمر الملك فرنسيس الأول من فرنسا عام 1524، لكنه اعتبر النهر رافد. أطلق الهولنديون على النهر اسم «نهر نورث» وعلى نهر ديلاوير اسم «نهر ساوث»، الذي شكل مركز للمستعمرة الهولندية (هولندا الجديدة). امتدت المستعمرة حول نهر هدسون، وكانت أهميتها الاستراتيجية تكمن في كونها بوابة للأراضي الأمريكية الداخلية مما أدى لنشوب تنافس امتد لسنوات بين الإنجليز والهولنديين حول إدارة النهر والمستعمرة.

## معرض الصور

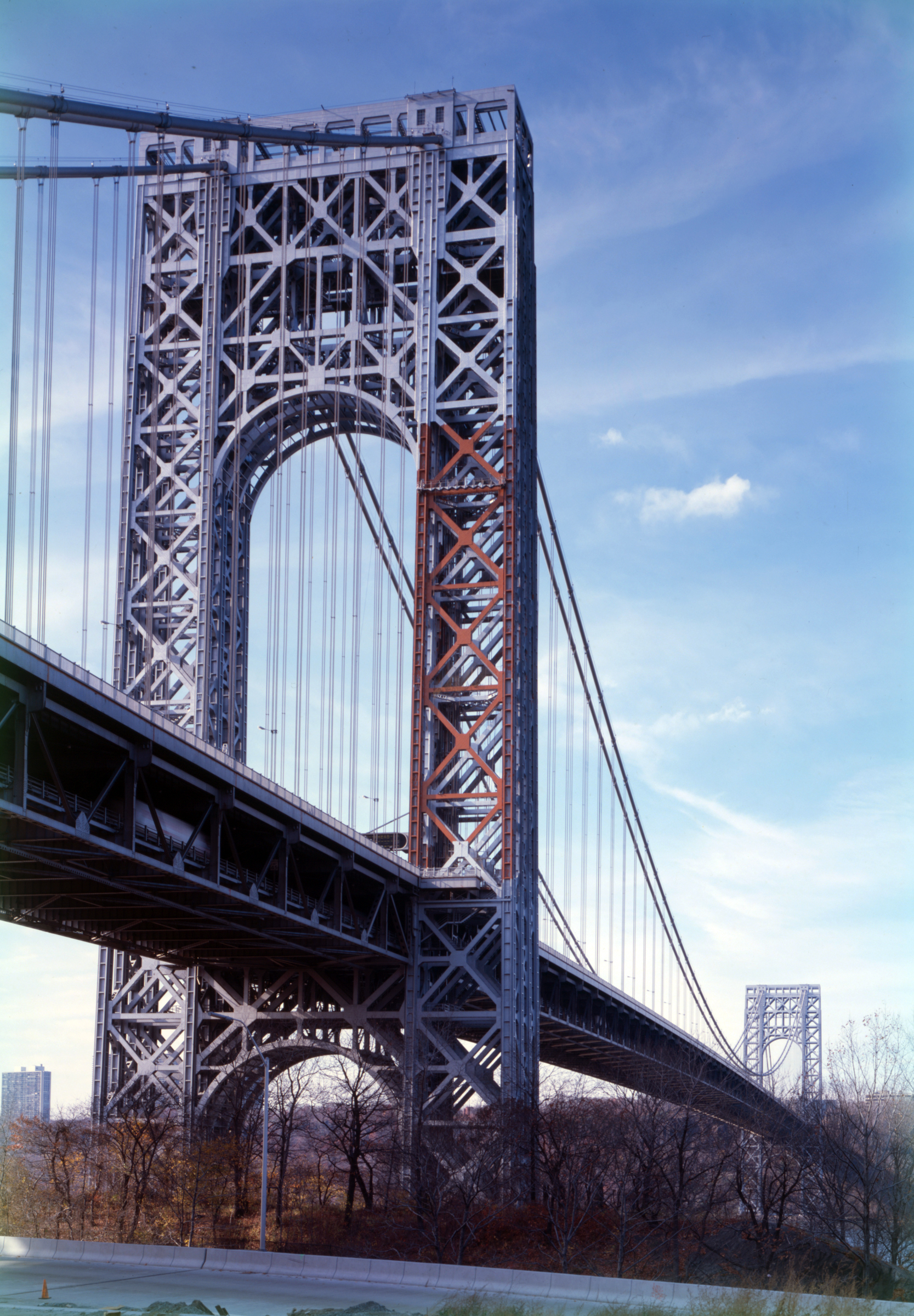
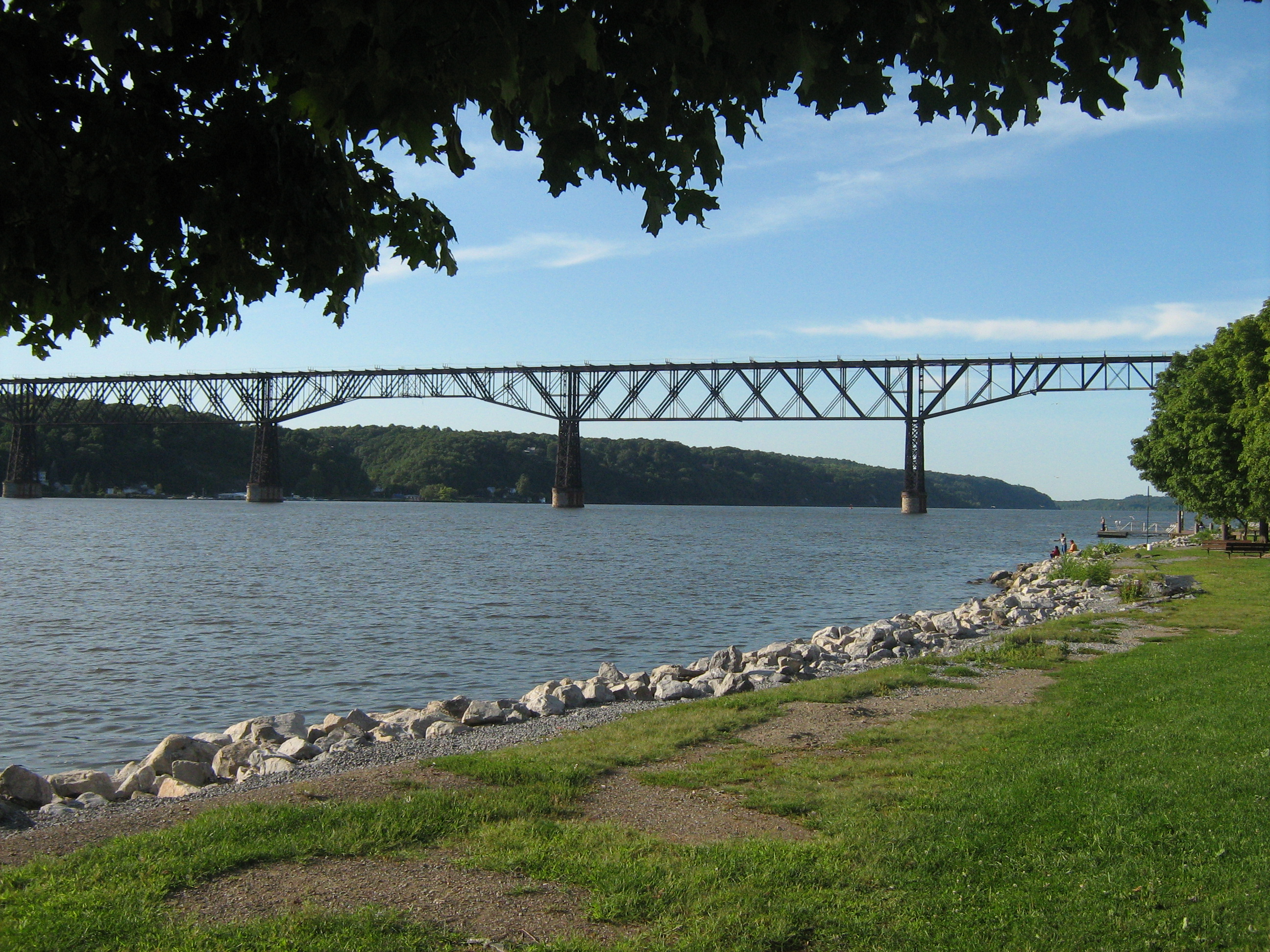
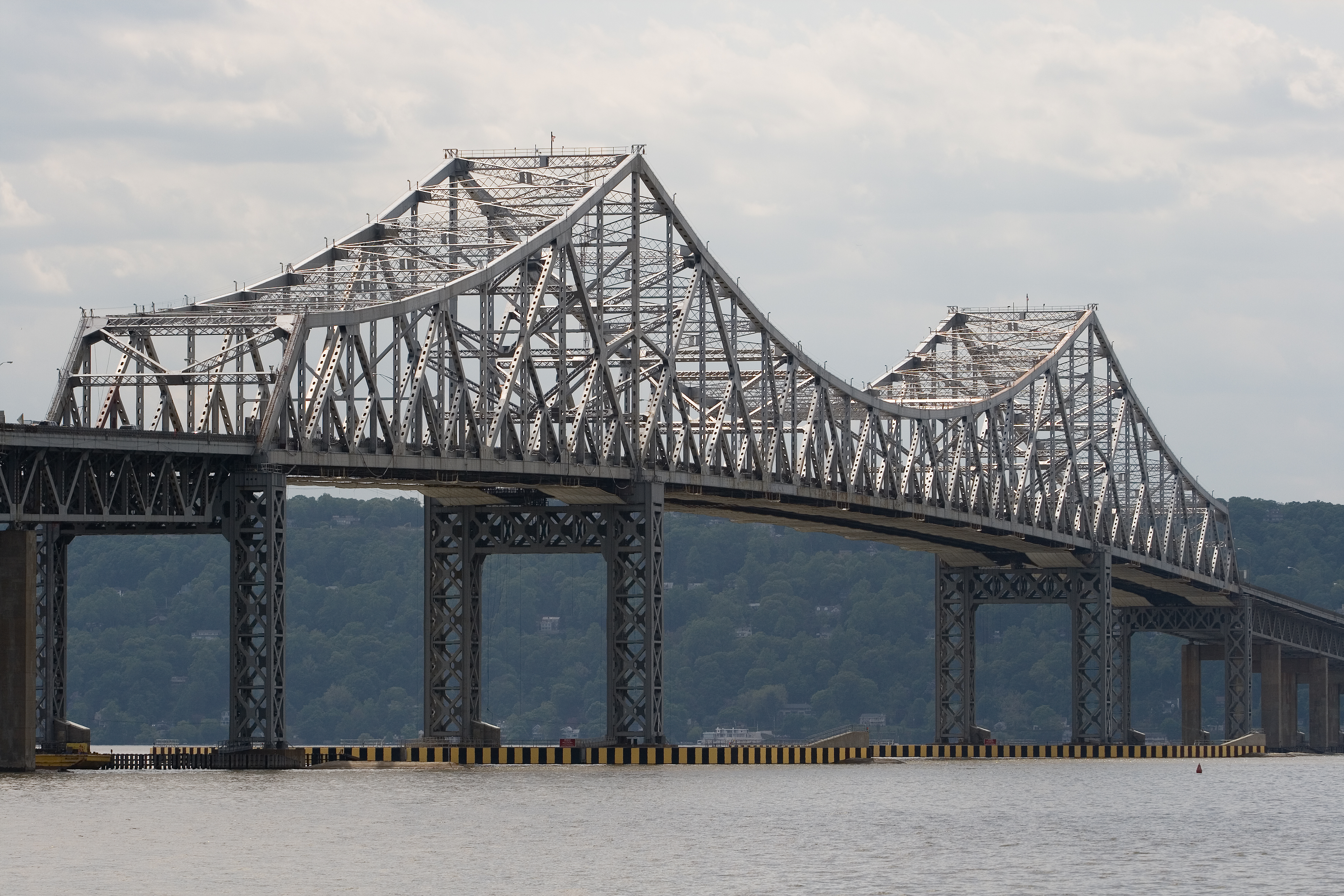
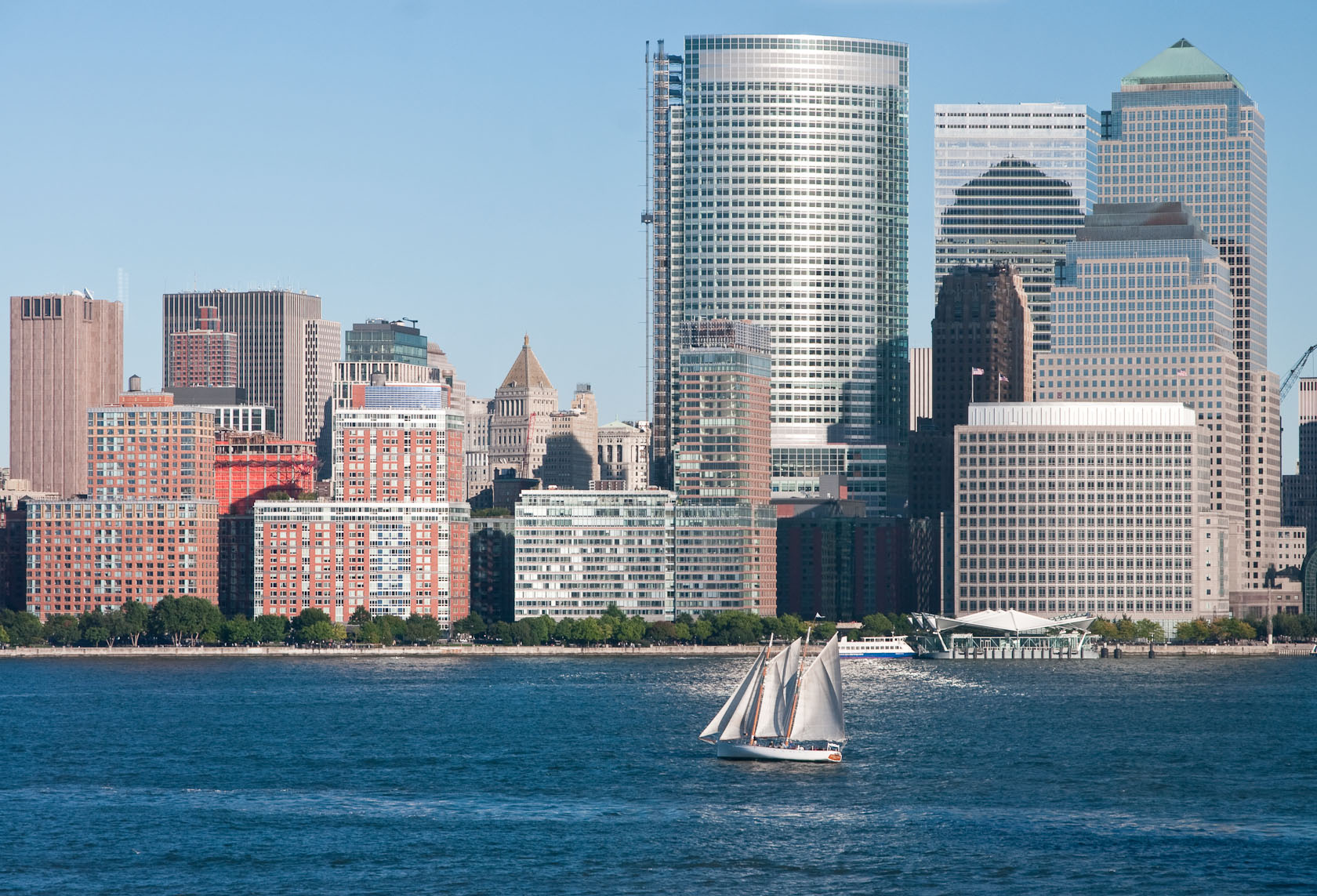
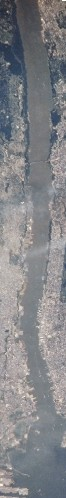